# Lutjanus carponotatus
Lutjanus carponotatus là một loài cá biển thuộc chi Lutjanus trong họ Cá hồng. Loài này được mô tả lần đầu tiên vào năm 1842.

## Từ nguyên
Từ định danh được ghép bởi hai âm tiết: karpós (κᾰρπός trong tiếng Hy Lạp cổ đại; "cổ tay") và notātus (trong tiếng Latinh; "có dấu"), hàm ý đề cập đến đốm đen bao phủ.

## Phạm vi phân bố và môi trường sống
Từ bờ đông Ấn Độ, L. carponotatus được phân bố trải dài về phía đông đến đảo New Guinea và New Ireland, giới hạn phía nam đến Úc, phía bắc đến bờ nam Trung Quốc. L. carponotatus cũng được ghi nhận tại vùng biển Việt Nam.
L. carponotatus sống tập trung trên các rạn san hô viền bờ và trong đầm phá ở độ sâu đến ít nhất là 80 m.

## Mô tả
Chiều dài cơ thể lớn nhất được ghi nhận ở L. carponotatus là 40 cm. Cá có màu nâu nhạt hoặc xanh xám ở vùng lưng và thân trên, thân dưới và bụng trắng hoặc phớt vàng. Các vây có màu vàng. Hai bên lườn có các sọc ngang màu vàng cam. Vây ngực có đốm đen ở gốc. Mẫu vật đánh bắt ở vùng nước sâu có thể có màu hồng với sọc vàng.
Số gai ở vây lưng: 10; Số tia vây ở vây lưng: 14–16; Số gai ở vây hậu môn: 3; Số tia vây ở vây hậu môn: 9; Số tia vây ở vây ngực: 15–17; Số lược mang vòng cung thứ nhất: 15–18.

## Sinh học
Thức ăn của L. carponotatus là các loài cá nhỏ hơn và các loài động vật giáp xác. Loài này thường hợp thành đàn có tới 20 đến 30 cá thể.
L. carponotatus có thể sống đến 23 năm.

## Thương mại
L. carponotatus được đánh bắt trong nghề cá thủ công, thương mại và cả trong câu cá giải trí.